# Sajchan sum (distrikt i Mongoliet, Bulgan)
Sajchan sum (mongoliska: Сайхан сум, Сайхан) är ett distrikt i Mongoliet.   Det ligger i provinsen Bulgan, i den centrala delen av landet, 300 km väster om huvudstaden Ulan Bator.